# Alien vs. Predator
Alien vs. Predator (Også kaldet AvP) er en action-science-fictionfilm fra 2004, om to skabninger fra det ydre rum (Alien og Predator). Filmen blev instrueret af Paul W. S. Anderson og den danske skuespiller Carsten Norgaard medvirkede i filmen.

## Handling
Året er 2004, da et mystisk Predator-skib flyver faretruende over jorden idet en jordisk satellit opdager et mærkeligt varmeudslag fra Bouvetøen ved Antarktis. Multimilliardæren Charles Bishop Weyland sætter et team sammen af forskere som skal udforske denne varmekilde. 
Idet Predator-skibet kommer ind i jordens atmosfære skyder den et hul i isen og ned til varmekilden. Da menneskene ankommer til øen ved en forladt hvalfangerstation finder de hullet. De kommer omsider ned i hullet, og 300 meter under isen finder de en gammel pyramide, som de straks begynder at udforske. De finder ud af at pyramiden har kendetegn fra flere forskellige kulturer. Inde i pyramiden finder de noget, der viser sig at have været et ofringskammer, imens tre Predatorer ankommer til overfladen. I bunden af pyramiden vågner en Aliendronning fra en nedfrysningsdvale og begynder at producere æg. Ud af disse æg udklækkes der "hovedhoppere", der kan fæste sig til menneskers ansigt og plante et embryo i deres mave. Dette embryo udvikler sig til såkaldte "chestbursters" (brystbristere) som kommer ud fra menneskenes brystkasser. Disse "chestbusters" udvikler sig hurtigt til fuldvoksne Aliens. En kamp udvikler sig mellem Predators, Aliens og menneskene og flere liv går tabt hos alle arter. Uden at de andre ved det bliver en Predator angrebet af en "hovedhopper", og får et embryo implanteret i sin mave.
Ved hjælp af oversættelse af Hieroglyfer finder menneskene ud af at Predatorene er kommet til Jorden i århundreder og at det var dem, der lærte menneskene at bygge pyramider, Predatorene blev forgudet. Predatorene kom tilbage hvert århundrede og forventede menneskelige ofre som frivilligt fik et Alien foster i maven. Fostrerne blev "chestburstere" og senere fuldvoksne Aliens og var en stor modstander som Predatorerne kunne jage. Menneskerne forstod hvorfor Predatorerne var her, og at de måtte hjælpe dem med at dræbe alle Aliens før de spredtes til resten af jorden.
I kampens hede dør de fleste udover én Predator og Alexa Woods(hovedpersonen) som efterlades for at kæmpe mod de resterende Aliens som befinder sig på overfladen. Den sidste Predator og Alexa Woods samarbejder og flygter til overfladen efter at de har efterladt en plasma-bombe i pyramiden. Alle Aliens bliver dræbt i eksplosionen, udover dronningen, der kommer op til overfladen. Alexa, Predatoren og Alien-dronningen kæmper en intens kamp på overfladen. Det lykkes dem omsider at drukne dronningen i havet, mens Predatoren dør af et stik i brystet. Flere Predatorer ankommer for at hente deres afdøde, og de giver Alexa et trofæ siden hun vandt kampen. Det hele afsluttes med at vi ser den afdøde Predator ligge på en båre i Predatorskibet, og en "chestburster", der er en blanding af en Alien og en Predator, kommer ud af den afdødes bryst.

## Taglines
- Whoever wins... We lose.
- It's our planet....It's their war.

## Skuespillere
| Skuespiller          | Rolle                  |
| -------------------- | ---------------------- |
| Sanaa Lathan         | Alexa «Lex» Woods      |
| Raoul Bova           | Sebastian De Rosa      |
| Lance Henriksen      | Charles Bishop Weyland |
| Ewen Bremner         | Graeme Miller          |
| Colin Salmon         | Max Stafford           |
| Tommy Flanagan       | Verheiden              |
| Joseph Rye           | Connors                |
| Agathe De La Boulaye | Adele Rousseau         |
| Carsten Norgaard     | Quinn                  |
| Sam Troughton        | Thomas                 |
| Petr Jakl            | Stone                  |
| Pavel Bezdek         | Bass                   |
| Kieran Bew           | Klaus                  |
| Carsten Voigt        | Mikkel                 |
| Jan Flipensky        | Boris                  |
| Ian Whyte            | Scar Predator          |
| Tom Woodruff Jr.     | Grid                   |